# شاه خاموش
شاه خاموش فیلمی ایرانی به کارگردانی و نویسندگی همایون شهنواز ساختهٔ سال ۱۳۸۲ است. این فیلم به بررسی رویدادهای تاریخی و سرنوشت‌ساز دوران جنگ جهانی اول و دوران شاهنشاهی احمدشاه قاجار می‌پردازد.

## خلاصه داستان
در ابتدای جنگ جهانی اول هرچند که ایران به منظور جلوگیری از ویرانی کشور اعلام بی‌طرفی کرده بود، ولی با این حال متفقین (روسیه و انگلستان) از یک سو و متحدین (آلمان و عثمانی) از سوی دیگر ایران را عرصهٔ کشمکش‌های سیاسی قرار دادند. موضوع داستان به شرح بخش‌هایی از این دخالت‌ها می‌پردازد. در چنین شرایطی به تدبیر و پیشنهاد میهن‌پرستانی چون مستوفی و مدرس و دیگران که دولت مشروطه را فاقد توانایی نظامی و اجرایی برای مقابله با این شرایط می‌دیدند، احمدشاه می‌پذیرد مقر دربار را به اصفهان که از مرکزهای مخالفان روس و انگلیس است منتقل کند و امور پایتخت را به نیروهای ضداستعمار بسپارد تا شرط خود را برای عدم انجام این کار، تخلیهٔ بوشهر توسط نیروهای انگلیس و عقب‌نشینی نیروهای روس از کرج و قزوین و شمال ایران قرار دهد. وزیرمختارهای روس و انگلیس که از این موضوع که در اصل یک بلوف دیپلماتیک بود دستپاچه شده بودند، از شاه می‌خواهند که از این کار صرف نظر کند و در عوض آن‌ها هم شرایط شاه را می‌پذیرند اما خواستهٔ جدیدی را به شاه عنوان می‌کنند و آن قطع ارتباط شاهنشاه ایران با معشوقهٔ خود کنتس لگونتی، دختر وزیر مختار اتریش (کشوری که به حمایت از آلمان با روسیه و انگلیس در جنگ است) که شاهنشاه عاشق او شده بود، باشد. شاهنشاه میهن‌پرست ایران با زیرپا گذاشتن همهٔ عشقش به کنتس، برای نجات ایران، این شرط را هم قبول می‌کند.

## بازیگران
- علی نصیریان
- محمدرضا فروتن
- مهتاب کرامتی
- محمد صادقی
- کاظم هژیرآزاد
- پیتر سلیمانی‌پور
- محمدرضا حقگو
- میرطاهر مظلومی
- مجید میرزاییان
- آرش پورمحمد
- مهرداد معماران کاشانی
- فریبرز سهرابی
- احمد حریری
- مهرداد نوربخش
- شیما کریم
- تینا قطبی
- هومن صالحی
- رضا شریفی
- سعید شایق
- حمیدرضا نعمت‌اللهی
- احمد معمارپور
- علیرضا کرم‌زاده
- قاسم نیک‌فلاح
- بیژن صدیق
- نبی الله پیرهادی
- سهیل زافری
- امیرحسین علیمردانی
- ارمغان فرد
- فرزاد ایرانمنش
- محمدصدیق مرادزاده
- حمیدرضا میرعبدالله‌زاده
- حسن صبوری
- حسین صبوری
- محمود نورایی
- امیرهوشنگ اصغری
- رحمت‌الله حسنی
- امیر نیک‌طبع